# Black Hippy
Black Hippy je americká hip hopová skupina z Los Angeles založená v roce 2009. Skládá se z rapperů Ab-Soul, Jay Rock, Kendrick Lamar, a Schoolboy Q. Skupina i její členové jsou podepsaní u Top Dawg Entertainment a Interscope Records. Členové se pravidelně vzájemně zvou na své sólové projekty a to často bez připsání jako hostujícího umělce.